# Мурат IV
Мурат IV (тур. IV. Murat; 26. јул 1612 — 8. фебруар 1640) је био султан Османског царства од 1623. до 1640. године, познат по обнављању државе и власти и по бруталности његових метода. 
Мурат је рођен у Константинопољу, као син султана Ахмеда I (р. 1603–17) и султаније Косем. На власт га је довела дворска завера када је имао само 11 година и наследио је свог стрица Мустафу I (р. 1617–18, 1622–23). Све док није преузео апсолутну власт 18. маја 1632. године, царством је владала његова мајка, Косем, као наʾиб-и салтанат (регент). Његова владавина је најистакнутија за Османско-Сафавидски рат, чији је исход поделио Кавказ између две империјалне силе на око два века, док је такође грубо поставио темеље за садашње границе Турске-Иран-Ирак.
Када је био способан да коначно влада сам, одмах је повратио војну дисциплину у редовима јаничара и спахија. Забранио је све куће у којима се пила кафа, радње у којима се држао алкохол, конзумирао дуван и опијум. Био је изузетно религиозан човек, те је тежио ка томе да очува морал свог народа. Султан Мурат IV је био један од најмоћнијих Османских султана, с обзиром да је успео да током своје владавине поврати Османско царство „на ноге”.

## Живот и младост
Мурат је рођен 26. јула 1612. године у Топкапи палати. Био је други син султана Ахмеда I и султаније Косем. Одувек се интересовао за поезију, као и за мачевање. Након изненадне смрти султана Ахмеда I долази до кризе у царству.
У страху од погубљења своје деце, Косем иницира постављање Ахмедовог брата Мустафе на престо, како би сачувала животе својих синова Мурата и Ибрахима. Међутим, Мустафина владавина била је кратког века (1617—1618), те је престо наследио Ахмедов старији син Осман, познатији као Осман II Млади (1618—1622). Ни он се није прославио као владар, те су га 1622. године задавиле спахије и јаничари. Након тога Муратов стриц Мустафа је поново дошао на престо (1622—1623). Пошто је Мустафа још увек био незаинтересован да влада, Мурат га је наследио и постао је седамнаести султан османског царства, познатији као Мурат IV.

## Први део владавине- регентство (1623—1632)
Пошто је дошао на престо са само 11 година, није имао никаквог владарског искуства. Његова мајка Косем Махпејкер султанија владала је кроз њега. У то време дошло је до појаве корупције у самом државном врху и тираније код околне властеле. Корупција је била толико присутна да су у неким местима владале и читаве фамилије. Било је скоро немогуће зауставити је. Ратови са Аустријом су се наставили, као и ратови са Сафавидима. Мурат је 1628. године наредио погубљење свог зета и бившег гувернера Египта Мустафа-паше због „кршења закона Божијих”.

## Други део владавине- апсолутизам (1632—1640)
Чим је почео да влада сам одмах је завео војну дисциплину, поготово код спахија и јаничара. Радио је на очувању морала свог народа, који се доста изменио током владавине његових претходника. Султан је забранио народу алкохол и одлазак у кафане. Знао је да се искраде из палате ноћу и оде у град да види да ли његови поданици поштују његов закон. Они који то не би урадили били би погубљени истог момента. Контролисао је апсолутно све.
Мурат IV није водио сарајски живот као његови претходници. Наиме, био је последњи ратнички султан. Лично је кажњавао оне који се нису повиновали његовим законима. Мурат је повратио углед титули султана. Предузео је поход против Сафавида у коме је био победоносан, освојио је Багдад и проширио државне границе. За време његове владавине Цариград је био највећа, најмодернија и најмногољуднија европска престоница.
Многи његови савременици називали су га „ Великим османским маршалом" јер је био изузетан војни заповедник, реформатор и владар. Мурат IV је искористио тридесетогодишњи рат како би изградио морнарицу која је била најмоћнија морнарица на свету тог доба. Османска армија је такође била модернизована. Његова чврста рука вратила је царство на ноге. Када је султан Мурат IV преминуо, његовој сахрани присуствовао је већи део царства. Многи су говорили да је царство остало без свог највећег владара и да је његова смрт једна од највећих трагедија које су снашле османску империју.
Мурат IV је 1635. године погубио свог полубрата Принца Бајазита, а 1638. године је наредио погубљење свог другог брата Принца Касима. Он је поштедео свог најмлађег брата Ибрахима јер није на њега гледао као претњу по своју власт. Значајну улогу у одлуци да се Ибрахим поштеди имала је султанија Косем.
Султана Мурата IV харем није толико занимао за разлику од својих претходника, Мурат је своју владарску улогу више усмеравао ка државном статусу и ратовима.

## Рат са Персијом
Мурата IV је прославио рат са Сафавидима (1623—1639). Османска војска је успела да освоји Азербејџан, као и градове Табриз, Хамадан и на крају Багдад 1638. Султан је лично командовао инвазијом на Месопотамију и показао се као бриљантан стратег и војник. Зухабски споразум је утврдио границе између Османлија и Сафавида. Персија је задржала Азербејџан, источну Јерменију, источну Грузију и Дагестан, док је западна Грузија и западна Јерменија припала Турцима. Неки извори кажу како је Мурат наредио да се погуби хиљаду ратних заробљеника и да је Мурат уживао у томе. Приписује му се да је рекао: „ Освајање Багдада било је лепше него сам Багдад". Био је други султан који је преузео директну контролу над војском након смрти његовог претка Сулејмана Величанственог. Током свог похода на Персију до ногу је потукао побуњенике у Анадолији и тиме коначно повратио ред у царству. По повратку у Истанбул наредио је државном врху да припреме економски и политички пројекат како би повратио стари сјај империје.

## Физичка снага
Мурат је имао невероватну физичку снагу. О њему је посебно писао Евлија Челебија, који је у једном од својих дела навео како је Мурат носио буздован од 60 килограма у једној руци без проблема. Буздован је био Муратово омиљено оружје. Поред буздована омиљена оружја били су му дуги лук и мач тежак 50 килограма. То је било јако чудно с обзиром да су мачеви тада били тешки свега 5 килограма, а они церемонијални највише 10 килограма. Мурат је тражио да се оружје посебно израђује за њега. Његово оружје данас се чува у посебним условима у музеју Топкапи палате и у одличном је стању. Био је највећи ратник у историји османске династије.

## Уметност у време Мурата IV
У његово време уметност је цветала. Једно од већих дела је Мејдан џамија. Био је у одличним односима са индијским султаном Шах Џаханом. Слао је архитекте, ученике Коџе Мимар Синан-аге (саградио Сулејман џамију), у Индију. Они су и изградили данашњи Таџ Махал. И сам Мурат је био песник под псеудонимом Муради. Био је одличан калиграф. Његове песме, као и калиграфија и данас постоје у Топкапи палати.

## Односи са Индијом
Индијски цар Џахангир почео је да склапа савез са Османлијама против Сафавида. То се тек реализовало након његове смрти 1627. Ипак, његов син наследник Шах Џахан је у томе успео. Након освајања Багдада индијски амбасадори су дали Мурату хиљаду најфинијих одела, чак и оклопе. Дали су му и штит за који су говорили да је отпоран на стреле и метке. Султан је успео да га поломи голим рукама. За узврат, Мурат им је дао најфиније оружје, седла и кафтане.

## Приватан живот и окрутност Мурата IV
Султан Мурат IV је био физички веома јак владар, имао је јаку вољу, био је врло амбициозан, и тврдоглав. Муратова мајка, Косем, покушала је да га натера зазире од жена. Целе жене у Истанбулу су током Муратовог живота осећале мржњу према њему. Муратова окрутност је, кроз векове, постала легендарна, и, у својим каснијим годинама, Мурат је почео да погубљује људе који би направили и најмању грешку, а посебно је убијао жене.
Јањичари су у фебруару 1632. године извршили побуну и на силу ушли у султанову палату где су убили великог везира, великог муфтију и 13 других високих државника.
Бојећи се судбине коју је доживео његов полубрат, Осман II, млади Мурат је био присиљен да именује великог везира по јањичарском избору, али у року од само неколико месеци, Мурат је преузео заповедништво над државном владом, те је велики везир Топал Реџеп-паша погубљен лично од стране Мурата. Султан Мурат је убио више од 500 војника који су му претили побуном, па је чак и особно гледао како их његови џелати даве. Султан је имао шпијуне изван Истанбула, а ти шпијуни су проналазили и хватали вође побуњеника и друге издајнике, погубљујући их на лицу места. У Анадолији, Мурат је погубио 20.000 људи. 1635. године, Мурат је намеравао да погуби арменијске имигранте из Истанбула, али га је његов велики везир одговорио од те идеје.
Мурат је био веома тврдоглав, многи су га описивали као „Тамнооки џин”, јер је био веома висок и јак. Мурат је такође био и веома хваљен због његове мишићне масе, био је одличан у рвању и бацању копља. Муратов полубрат Принц Бајазит је био вешт у витешкој борби, и 1635. године је збацио Мурата са његовог коња. Убрзо након тога, Бајазит је био убијен по Муратовом налогу. Муратов други брат, Принц Касим је био прилично амбициозан, и Мурат се уплашио да би могао да дигне побуну, па је наредио његово погубљење 1638. године. Султанија Косем је успела да спречи Мурата да не погуби и свог најмлађег брата, Принца Ибрахима, наговарајући га да је Ибрахим и сувише луд да би био претња по престо. Мурат је током своје владавине поново успоставио султанску власт, и остао је запамћен као један од способнијих султана. Сем тога, Мурат је био одличан и ратник и командант, што је показао када је лично водио своју војску на походе против Кавказа и Месопотамије. Шта више, поред тога, након пада Багдада 1638., заклао је 30.000 војника који су побегли са бојног поља и још 30.000 цивила. Након тог освајања, Мурат се враћао назад у Истанбул, и то са персијским начелницима који су били затворени у кавезу са ланцима.
Понекад се Мурат преобукао, и у пратњи маскираних џелата, лутао је улицама под лажним идентитетом, особно проводећи инспекције. Када би наишао на неког ко крши његове законе, Мурат би се обратио џелату и лично би одабрао алат како би погубио човека. Тако је Мурат убио неколико становника Истанбула, и лешеви тих људи су постављени да висе на сваком углу улице. У раним годинама Муратове владавине, његова погубљења су имала оправдање, јер су особе које су биле погубљене стварно биле криве, али касније је Мурат убијао чак и за најмању погрешну ситницу. Мурат је једном присилио свог доктора да прогута превелику дозу опијума, и једном је у гласника забио толико оштар предмет, јер га је гласник погрешно информисао да је постао отац дечака, док је у ствари то била девојчица. Муратова окрутност је створила ужасну тишину где год би се он појавио, јер су га се људи неизмерно плашили.

Мурат би одсекао сваком човеку главу који би њему био сумњив, што је дошло до тога да је у само 5 година побио више од 25.000 особа. Султанов музичар, на пример, је био обезглављен јер је свирао персијску музику. 1633. године, кафане, винарије и конобе су биле затворене јер је Мурат мислио да су то места како би се људи окупљали и разговарали против његове политике. Мурат је донео закон о забрани пушења и конзумирања алкохола или кафе у целом Османском царству, а свако ко би се усудио да то уради, сместа би био погубљен. Када год би Мурат ухватио неког са шољом кафе, одмах би га погубио. Иако је Мурат себе сматрао као бескрајног противника против кафе и алкохола, он је сам пио вино. Једном је чак рекао: 
Једини начин да спасим мој народ од вина, јесте да га сам попијем.
Током остатка свог живота, Мурат је показивао велику мржњу према женама. Једном је наишао на групу жена које су певале на ливади, и наредио је да се све оне удаве, јер му се није свиђало њихово певање. Када се један чамац са девојкама приближио Истанбулу, Мурат је наредио својим поданицима да пуцају из топова, како би уништили чамац, и тиме би се девојке подавиле. Како би се забавио, Мурат је присиљавао жене из његовог харема да голе скачу у базен, који је био веома дубок, и који је скроз био напуњен водом. Неке жене су чак морале да скачу горе и доле како би дошле до ваздуха. Султан је такође био јако љубоморан, једном је један човек додао спрат више на својој кући, и био је обешен, јер је Мурат мислио да је то урадио како би могао да гледа његов харем.
Током својих последњих година, Мурат је постао зависник алкохола. То га је претворило у манијака убицу. Димитрије Цантемир од Молдавије (1673—1723) је једном написао: „Врло често у поноћ, Мурат би пијан излазио ноћу са само једним пешкиром око себе и огромним мачем, и као неки манијак би убијао свакога кога види.”
Мурат је такође имао посебно задовољство у обезглављивању мушкараца који имају дебеле вратове. Мурат је вежбао своје умеће са Аркебузама са своје терасе, и увек би убијао људе који би се усудили да погледају ка његовом харему. Док је јахао, наоружан луком и стрелом, увежбавао би своје циљање на свакој жени која би прошла.

## Смрт
Иако је био одличан владар, његову владавину прекинула је смрт 1640. године. Мурат IV је преминуо од цирозе јетре. Последње године свог живота Мурат је почео да пије вино, те је врло вероватно да је тако добио цирозу. Међутим, неки извори тврде да је цирозу изазвао хепатитис Ц који је добио током похода на Багдад. На самртној постељи издао је наређење да се задави његов млађи брат Ибрахим, али та наредба није извршена зато што би то означило крај мушке линије Османске династије јер Мурат IV није имао преживелих мушких потомака. Сахрањен је у џамији свога оца.

## Породица

### Супруга
- Хасеки Aјше султанија
- Санабвер хатун
- Хасеки Шемсишах Султанија

### Деца
Евлија Челебија је забележио да је султан Мурат имао 32 деце. Сви његови синови су умирали убрзо по рођењу или током најранијег детињства. Након своје смрти, иза Мурата је остало седам кћери:
- Каја-султанија (1627 — фебруар 1659): кћи Ајше-султаније. Удата 1640. године за Силахдар Мустафа-пашу, преудата 1644. године за Мелек Ахмед-пашу.
- Сафије-султанија (? — 1685): удата 1659. године за Сари Хасан-пашу.
- Гевхерхан-султанија (фебруар 1630 — 1647): удата 1645. године за Хасеки Мехмед-пашу.
- Хафса-султанија (? — ?): једино што је поѕнато о њој је да је била удата за неког Хусејин-пашу.
- Ханзаде-султанија (1631 — 1680): кћи Ајше-султаније. Удата 1645. године за Накаш Мустафа-пашу.
- Ајше-султанија (1638 — 1675): кћи Ајше-султаније. Удата 1656. године за Ермени Сулејман-пашу.
- Рукије-султанија (? — 1716): удата 1659. за Зал Мустафа-пашу (умро 1662), удата 1663. за Ибрахим-пашу.

## Породично стабло
|  |                              |  |  |  |  |  |  |  |  |  |  |  |  |  |  |  |
|  | 8. Мурат III                 |  |  |  |  |  |  |  |  |  |  |  |  |  |  |  |
|  |                              |  |  |  |  |  |  |  |  |  |  |  |  |  |  |  |
|  |                              |  |  |  |  |  |  |  |  |  |  |  |  |  |  |  |
|  | 4. Мехмед III                |  |  |  |  |  |  |  |  |  |  |  |  |  |  |  |
|  |                              |  |  |  |  |  |  |  |  |  |  |  |  |  |  |  |
|  |                              |  |  |  |  |  |  |  |  |  |  |  |  |  |  |  |
|  | 9. Султанија Сафије          |  |  |  |  |  |  |  |  |  |  |  |  |  |  |  |
|  |                              |  |  |  |  |  |  |  |  |  |  |  |  |  |  |  |
|  |                              |  |  |  |  |  |  |  |  |  |  |  |  |  |  |  |
|  | 2. Ахмед I                   |  |  |  |  |  |  |  |  |  |  |  |  |  |  |  |
|  |                              |  |  |  |  |  |  |  |  |  |  |  |  |  |  |  |
|  |                              |  |  |  |  |  |  |  |  |  |  |  |  |  |  |  |
|  | 5. Султанија Хандан          |  |  |  |  |  |  |  |  |  |  |  |  |  |  |  |
|  |                              |  |  |  |  |  |  |  |  |  |  |  |  |  |  |  |
|  |                              |  |  |  |  |  |  |  |  |  |  |  |  |  |  |  |
|  | 1. Мурат IV                  |  |  |  |  |  |  |  |  |  |  |  |  |  |  |  |
|  |                              |  |  |  |  |  |  |  |  |  |  |  |  |  |  |  |
|  |                              |  |  |  |  |  |  |  |  |  |  |  |  |  |  |  |
|  | 3. Султанија Махпејкер Косем |  |  |  |  |  |  |  |  |  |  |  |  |  |  |  |
|  |                              |  |  |  |  |  |  |  |  |  |  |  |  |  |  |  |
|  |                              |  |  |  |  |  |  |  |  |  |  |  |  |  |  |  |